# Fereydoon Hoveyda
Fereydoon Hoveyda (persiska: فریدون هویدا, även translittererat Fereydūn Hoveyda), född 21 september 1924 i Damaskus i Syrien, död 3 november 2006 i Clifton, Virginia i USA, var en iransk diplomat och författare. Han var Irans ambassadör vid Förenta nationerna mellan 1971 och 1979.

## Uppväxt
Fereydoon Hoveyda föddes i Damaskus där hans far, Habibollah Hoveyda, tjänstgjorde som generalkonsul för Iran. Hans mor, Afsar-ol-Molouk Fatmeh, tillhörde släkten Qajar och var prinsessa. Vid giftermålet tilldelades fadern titeln ‘‘Ayn al-Molk’’ (”rikets öga”) av den regerande qajarkungen.
Hans äldre bror, Amir Abbas Hoveyda, var Irans premiärminister under shahen och avrättades efter iranska revolutionen 1979. Bröderna var också systersöner till diplomaten Abdol Hossein Sardari, som är känd för att ha räddat många judar i Paris under andra världskriget.
Fereydoon växte upp i Libanon, Saudiarabien och Iran. Han tog doktorsexamen i internationell rätt och ekonomi vid Sorbonneuniversitetet i Paris 1948.

## Karriär
Hoveyda började arbeta för Irans utrikesdepartement på 1940-talet. Han deltog i det avslutande arbetet med Förenta nationernas allmänna förklaring om de mänskliga rättigheterna och tjänstgjorde mellan 1951 och 1966 vid UNESCO.
Mot slutet av 1960-talet återvände han till Iran och blev statssekreterare i utrikesdepartementet med ansvar för internationella och ekonomiska frågor. Han var även biträdande utrikesminister. Åren 1971–1979 var han Irans permanenta representant vid FN i New York.
Efter revolutionen 1979 tvingades han lämna sin post och bosatte sig i USA, där han var sakkunnig och ledamot av styrelsen för ‘‘National Committee on American Foreign Policy’’ (NCAFP).
Vid sidan av diplomatkarriären var han engagerad i film och kultur. Han var en av grundarna till redaktionen för den inflytelserika franska filmtidskriften ‘’Cahiers du cinéma’’.

## Författarskap
Fereydoon Hoveyda skrev sammanlagt 18 böcker – både romaner och sakprosa – på franska, engelska och tyska.

## Privatliv
Hoveyda gifte sig första gången med Touran Mansour på 1940-talet, som var dotter till premiärminister Ali Mansur. Han gifte sig senare med Gisela och fick två döttrar: Mandana och Roxana.
Han avled i Clifton, Virginia i USA den 3 november 2006, 82 år gammal, av långvarig cancer.